# Aberație de sfericitate

Aberație de sfericitate. O lentilă perfectă (sus) focalizează toate razele către un punct de pe axa optică. O lentilă reală cu suprafețe sferice (jos) suferă de aberație de sfericitate: focalizează razele mai aproape dacă ele intră în lentilă printr-un punct îndepărtat de axa optică și mai departe dacă acestea intră prin apropierea axei. De aceea lentila nu are un focar perfect definit.

Aberația de sfericitate este o imperfecțiune optică, care apare datorită refracției mărite a razelor de lumină care intră într-o lentilă optică sau datorită reflexiei razelor luminoase la atingerea de către acesteia a suprafeței unei oglinzi în apropierea marginii acesteia.
După traversarea sistemului optic, razele incidente centrale converg într-un focar situat mai departe de sistemul optic decât focarul corespunzător razelor marginale.
Este adesea considerată o imperfecțiune a telescoapelor și a altor instrumente care le face acestora focalizarea mai slabă, datorită formei sferice a lentilelor și oglinzilor. Efectul este important, deoarece formele sferice sunt mult mai ușor de obținut decât cele nesferice și astfel multe lentile au formă sferică.
Aberația sferică este diferența de refracție între centrul și periferia lentilei, astfel razele marginale sunt refractate mai mult decât cele paraxiale. Datorită acestui efect, emetropul vede seara ca un miop, deoarece vederea nocturnă este cea periferică, care este asigurată de bastonașe, spre deosebire de vederea diurnă, asigurată de fovea centralis din cadrul macula lutea (pata galbenă).
Această aberație poate fi corectată prin construirea de sisteme optice cu suprafețe paraboloidale sau poate fi atenuată prin diafragmarea fasciculului incident.